# Saint-Pierre-d'Aurillac
Saint-Pierre-d'Aurillac is een gemeente in het Franse departement Gironde (regio Nouvelle-Aquitaine). De plaats maakt deel uit van het arrondissement Langon. Saint-Pierre-d'Aurillac telde op 1 januari 2022 1.277 inwoners.

## Geografie
De oppervlakte van Saint-Pierre-d'Aurillac bedroeg op 1 januari 2022 6,52 vierkante kilometer; de bevolkingsdichtheid was toen 195,9 inwoners per km².

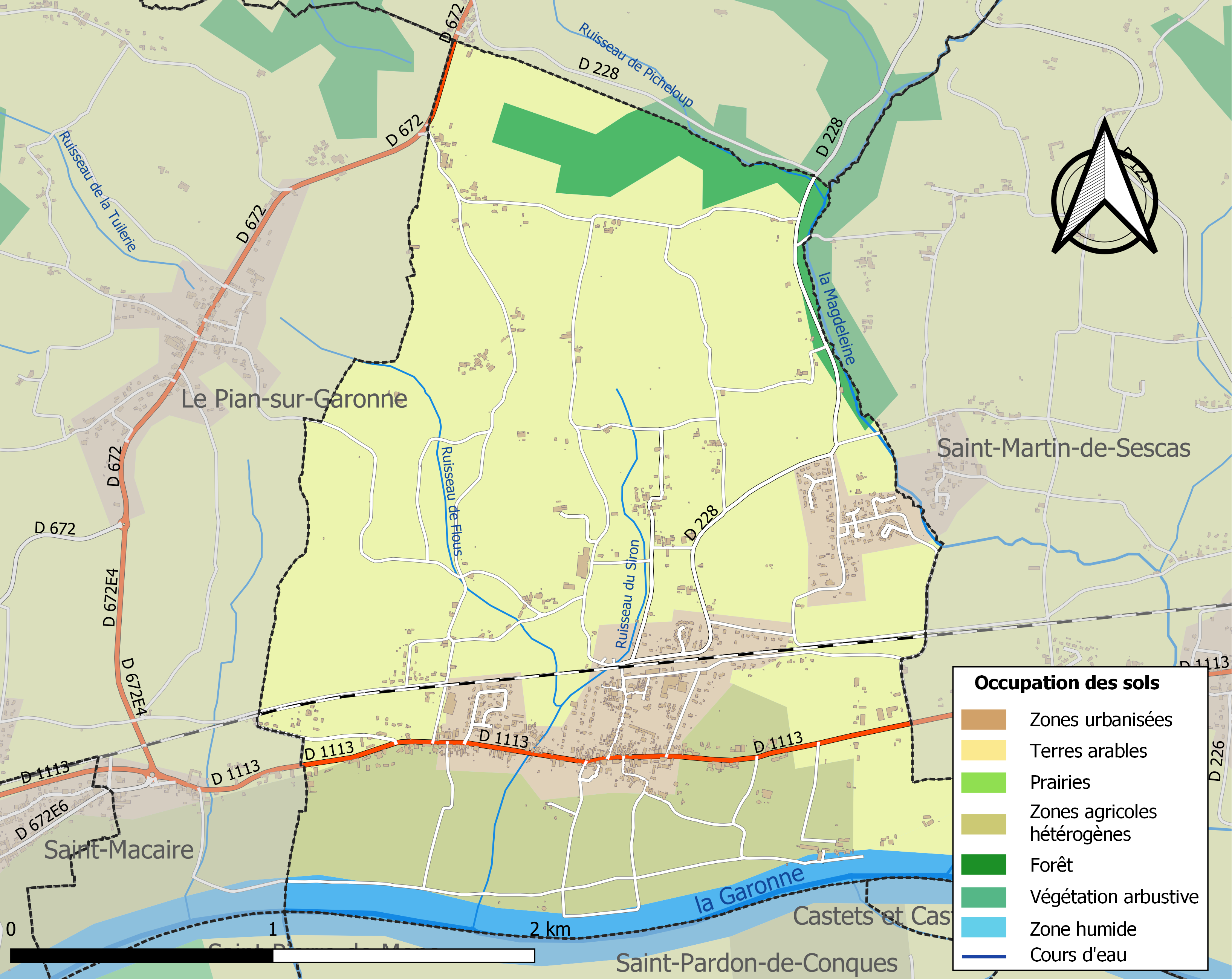
Kaart van de gemeente met belangrijkste infrastructuur, bodemgebruik en omliggende gemeenten

## Verkeer en vervoer
In de gemeente ligt de spoorweghalte Saint-Pierre-d'Aurillac.

## Demografie
Onderstaande figuur toont het verloop van het inwonertal (bron: INSEE-tellingen).